# کوتارو کویزومی
کوتارو کویزومی (انگلیسی: Kotaro Koizumi; ۱۰ ژوئیهٔ ۱۹۷۸ – ) بازیگر اهل ژاپن بود. وی از سال ۲۰۰۱ میلادی تاکنون مشغول فعالیت بوده‌است.
از فیلم‌ها یا برنامه‌های تلویزیونی که وی در آن نقش داشته‌است می‌توان به لرزش‌های دوطرفه ۲، ۱۳ ارباب شوگون اشاره کرد.